# Алекс Сколник
Алекс Сколник (на английски: Alex Skolnick) е американски джаз рок и метъл китарист.
Роден е в Бъркли, Калифорния, САЩ на 29 септември 1968 г.
Бил е член на траш метъл групата „Тестамент“ от създаването ѝ в Сан Франциско през 1983 г. до напускането му през 1993 година. Завръща се за кратко и презаписва някои стари материали за First Strike is Still Deadly, както и на Thrash of the Titans – изпълнение през 2001 г., преди да се върне на пълен работен ден след 4 години.
Присъединява към групата Savatage за записване на албума Handful of Rain, както и за последващия концертен албум Japan Live '94. Прави също така кратко турне с групата „Стю Хам“ и свири с Trans-Siberian Orchestra. През 2004 г. Сколник в гост в албума Ashes of the Wake на „Лем ъф Год“, записва соло инструменти за заглавната песен на албума.
След като напуска Savatage, Сколник прави няколко проекта в Района на Санфранциския залив от средата до края на 1990-те години. Записва 2 албума с „Атеншън Дефицит“, 3-то парче е с участието на Тим Александър от Primus, както и в „Менринг“.
След това се премества в Ню Йорк и започва да посвещава всичките си сили за джаз и записване в програма за джаз в The New School. В последно време е на турне с „Алекс Сколник Трио“ – джаз група, вдъхновяваща се от класически рок и хевиметъл.
Сколник и останалата част от класически състав на „Тестамент“ се събират за кратко европейско турне за 10 дни през май 2005 г. Турнето е успешно, записно и издадено на CD/DVD версии, взети заедно концерт в Лондон на 8 май 2005 г. The Formation of Damnation е първият студиен албум с всички нови материали от „Тестамент“ за 9-те години.